# Guineea
Guineea, oficial Republica Guineea (franceză République de Guinée), este o țară de pe coasta Africii de Vest. Se mărginește cu Oceanul Atlantic la vest, Guineea-Bissau la nord-vest, Senegal la nord, Mali la nord-est, Coasta de Fildeș la sud-est și Sierra Leone și Liberia la sud. Este uneori numită Guineea-Conakry după capitala sa Conakry, pentru a o deosebi de alte teritorii din regiunea eponimă, cum ar fi Guineea-Bissau și Guineea Ecuatorială. Are o populație de 13,5 milioane și o suprafață de 245.857 km2.
Fiind în trecut o colonie franceză, a obținut independența în 1958. Are o istorie lungă de lovituri de stat militare. După decenii de guvernare autoritară, în 2010 a avut loc primele alegeri democratice. Continuând să organizeze alegeri pluripartidiste, țara a continuat să se confrunte cu conflicte etnice, corupție și abuzuri din partea armatei și poliției. În 2011 guvernul Statelor Unite a susținut că tortura de către forțele de securitate și abuzarea femeilor și copiilor (inclusiv mutilarea genitală feminină) erau probleme endemice în Guineea. În 2021 o facțiune militară l-a răsturnat pe președintele Alpha Condé și a suspendat constituția.
Musulmanii reprezintă 85% din populație. Țara este împărțită în patru regiuni geografice: Guineea Maritimă pe coasta Atlanticului, Muntele Fouta Djallon sau Guineea de Mijloc, Guineea Superioară, o regiune de savană în nord-est, și regiunea Guinée forestière a pădurilor tropicale. Franceza, limba oficială a Guineei, este limba de comunicare în școli, în administrația guvernamentală și în mass-media. Sunt vorbite peste 24 de limbi indigene, iar cele mai mari sunt Susu, Pular și Maninka, care domină, respectiv, în Guineea Maritimă, Fouta Djallon și Guineea Superioară, în timp ce Guinée forestière este diversă din punct de vedere etnolingvistic. Economia Guineei este în mare parte dependentă de agricultură și producția de minerale. Este al doilea mare producător de bauxită din lume și are zăcăminte de diamante și aur. Țara a fost în centrul focarului de Ebola din 2014.

## Geografie

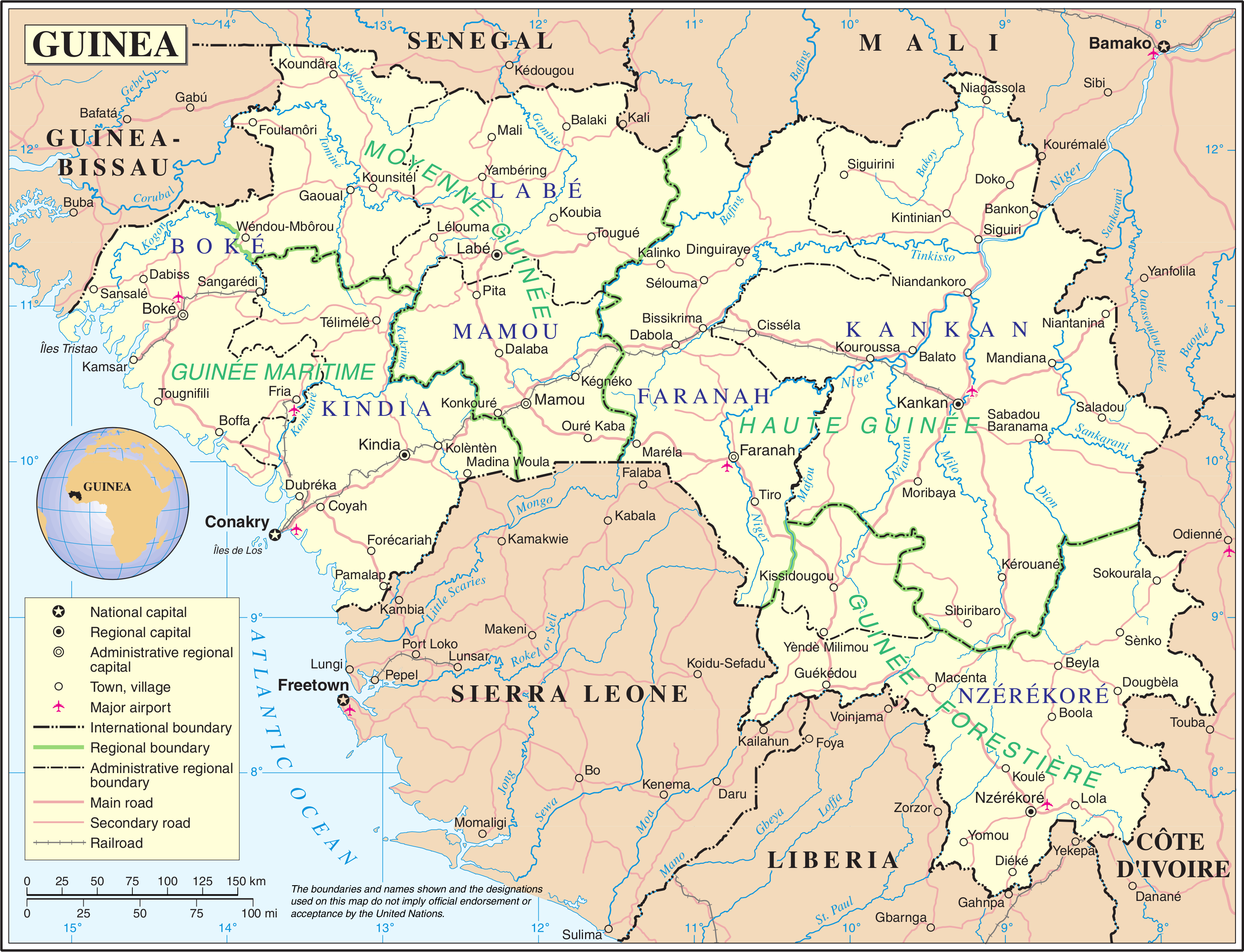
O hartă cu orașele și diviziunile administrative ale Guineei

Guineea are hotare cu Guineea-Bissau la nord-vest, Senegal la nord, Mali la nord-est, Coasta de Fildeș la est, Sierra Leone la sud-vest și Liberia la sud. Țara formează o semilună pe măsură ce se curbează din regiunea sa de sud-est spre nord și vest, până la granița de nord-vest cu Guineea-Bissau și coasta Oceanului Atlantic. Izvoarele fluviilor Niger, Gambia și Senegal se găsesc toate în Podișul Guineei. La 245.857 km2, Guineea are aproximativ dimensiunea României. Are 320 km de litoral și o graniță terestră totală de 3.400 km. Se află în mare parte între paralele 7° și 13°N și meridianele 7° și 15°V, cu o zonă mai mică, care este la vest de 15°.

Harta conform clasificării climatice Köppen
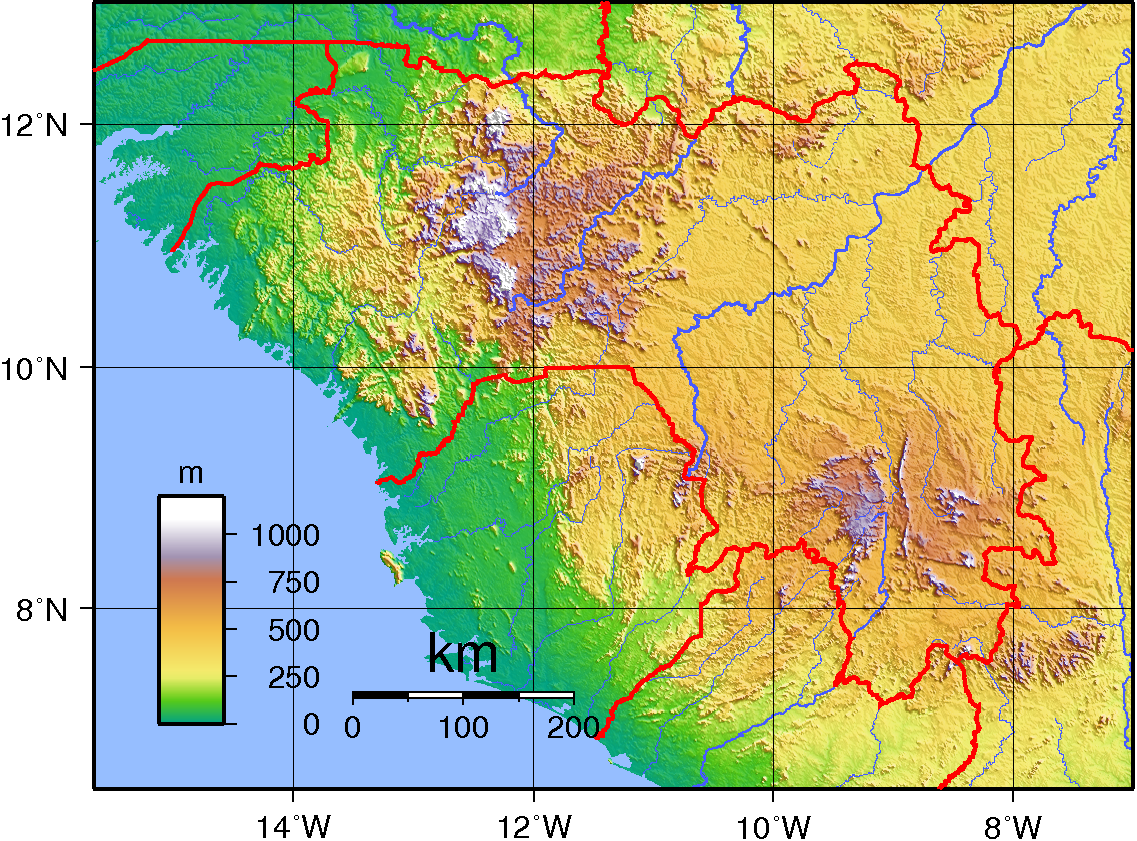
Topografia Guineei
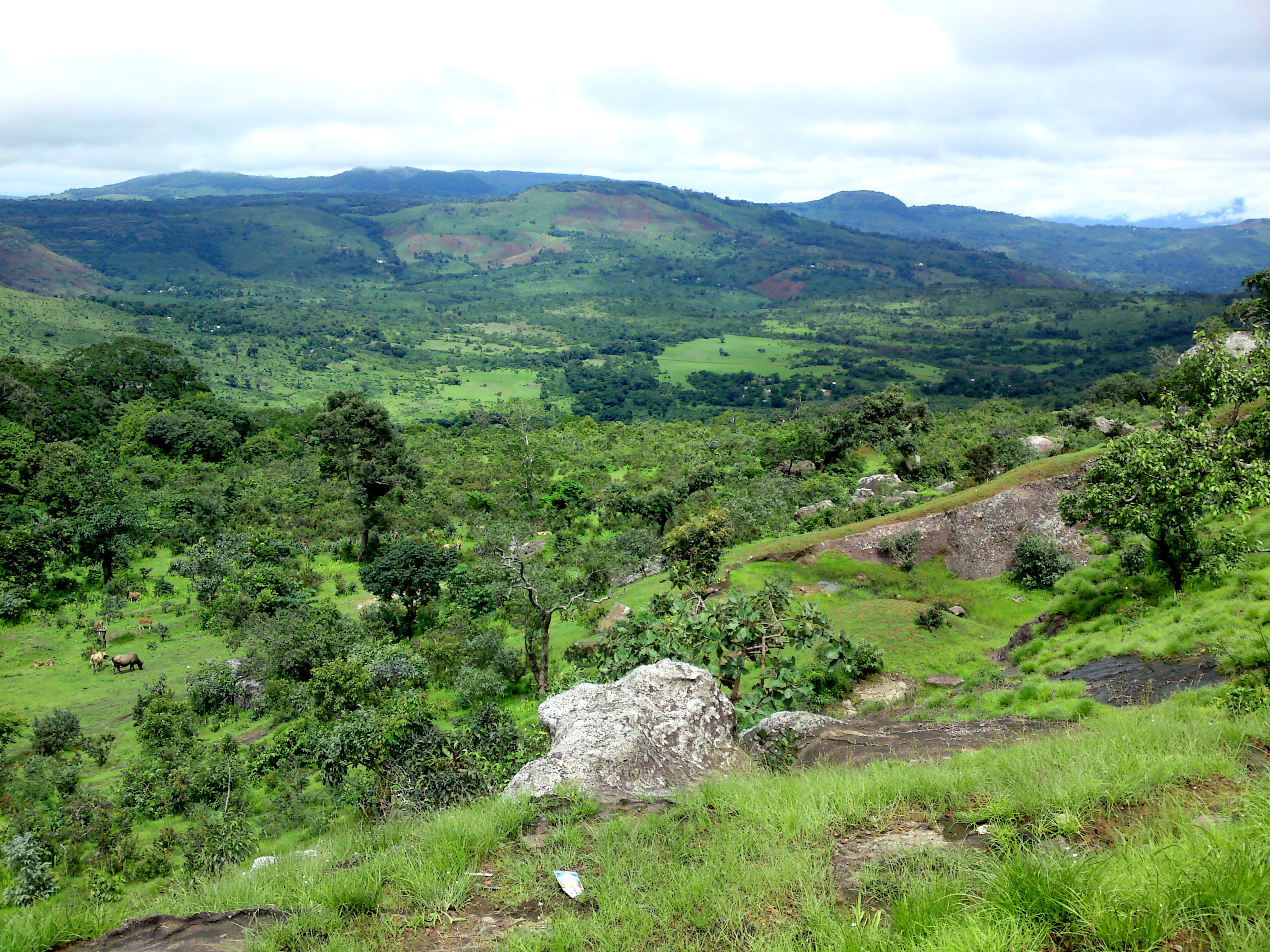
Podișul Fouta-Djallon.
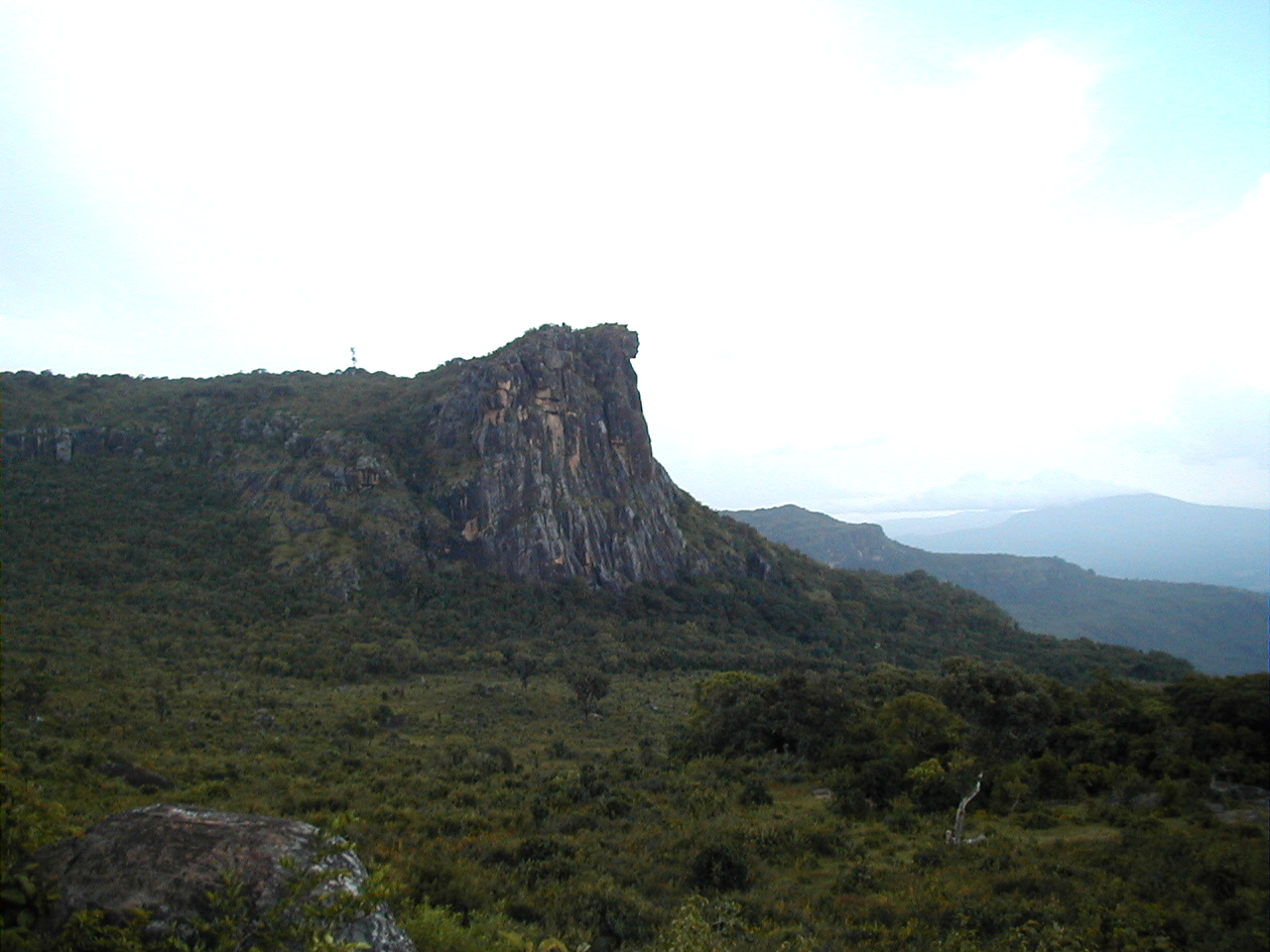
Dame de Mali (Muntele Loura).
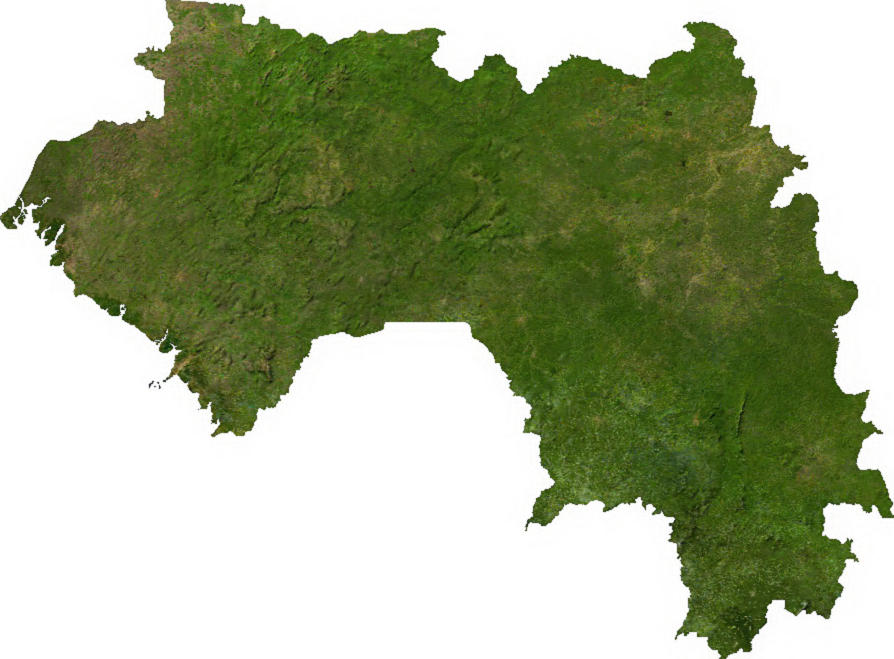
atlas Guinea
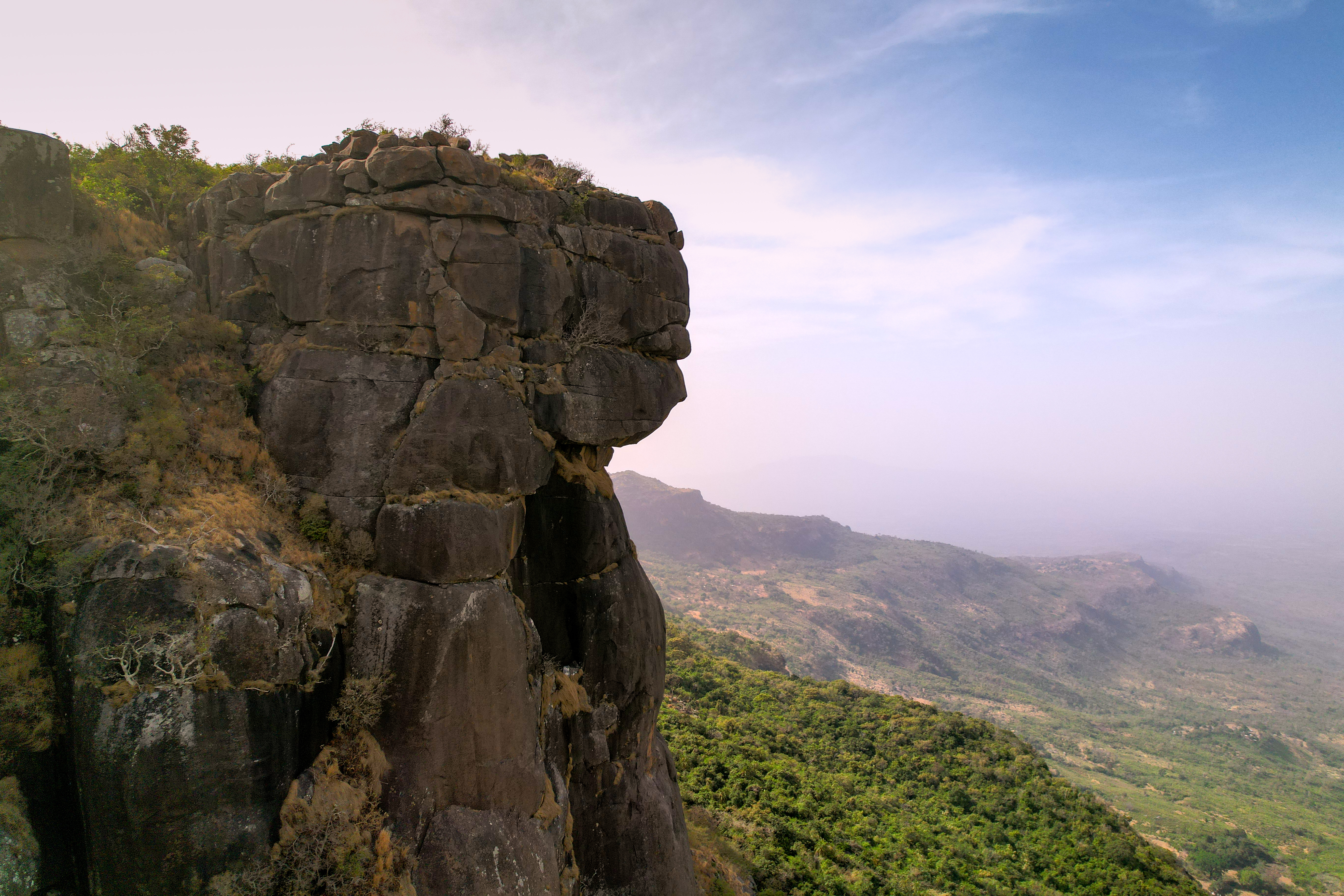
Dame de Mali
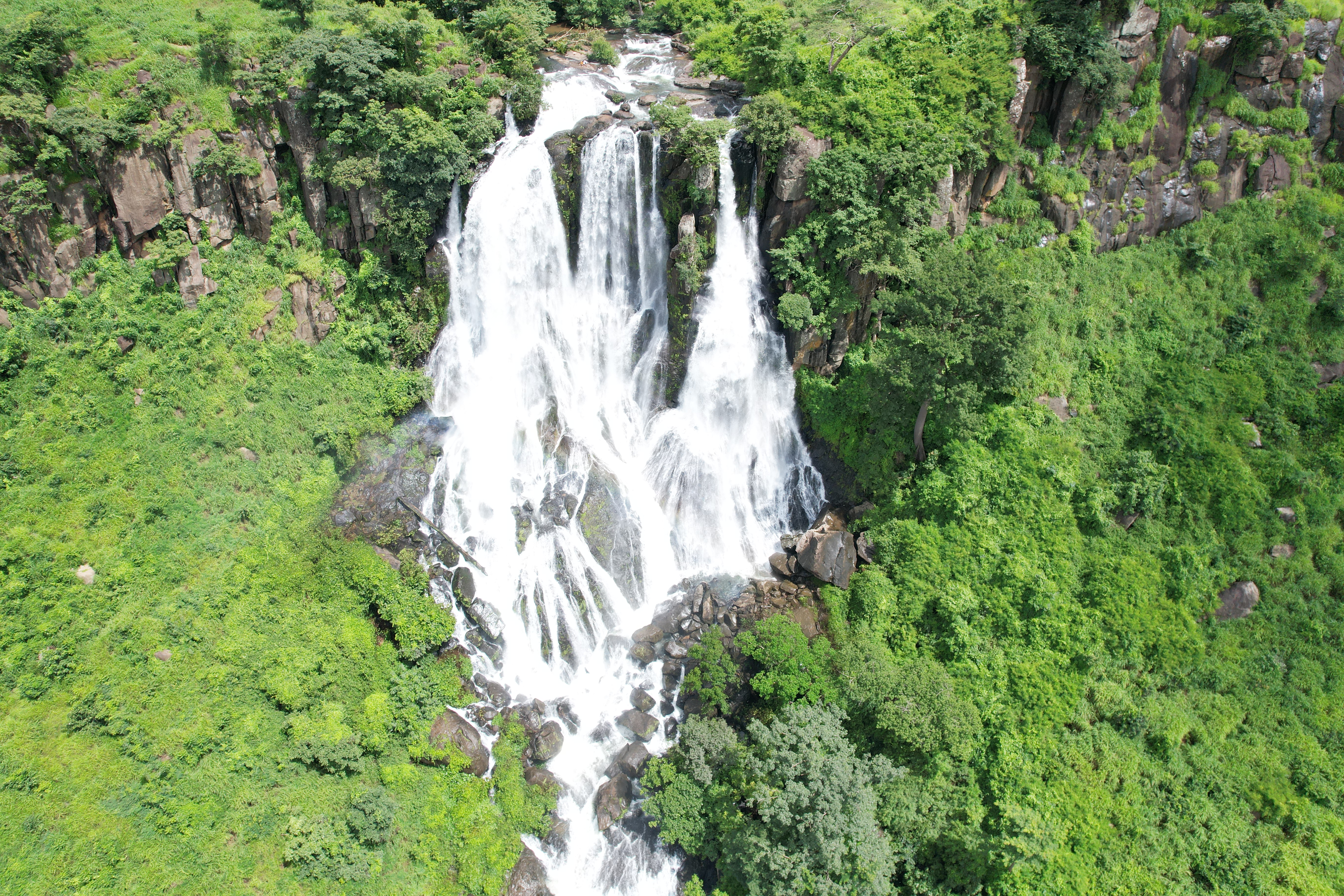
Chute de Tabouna à Kindia
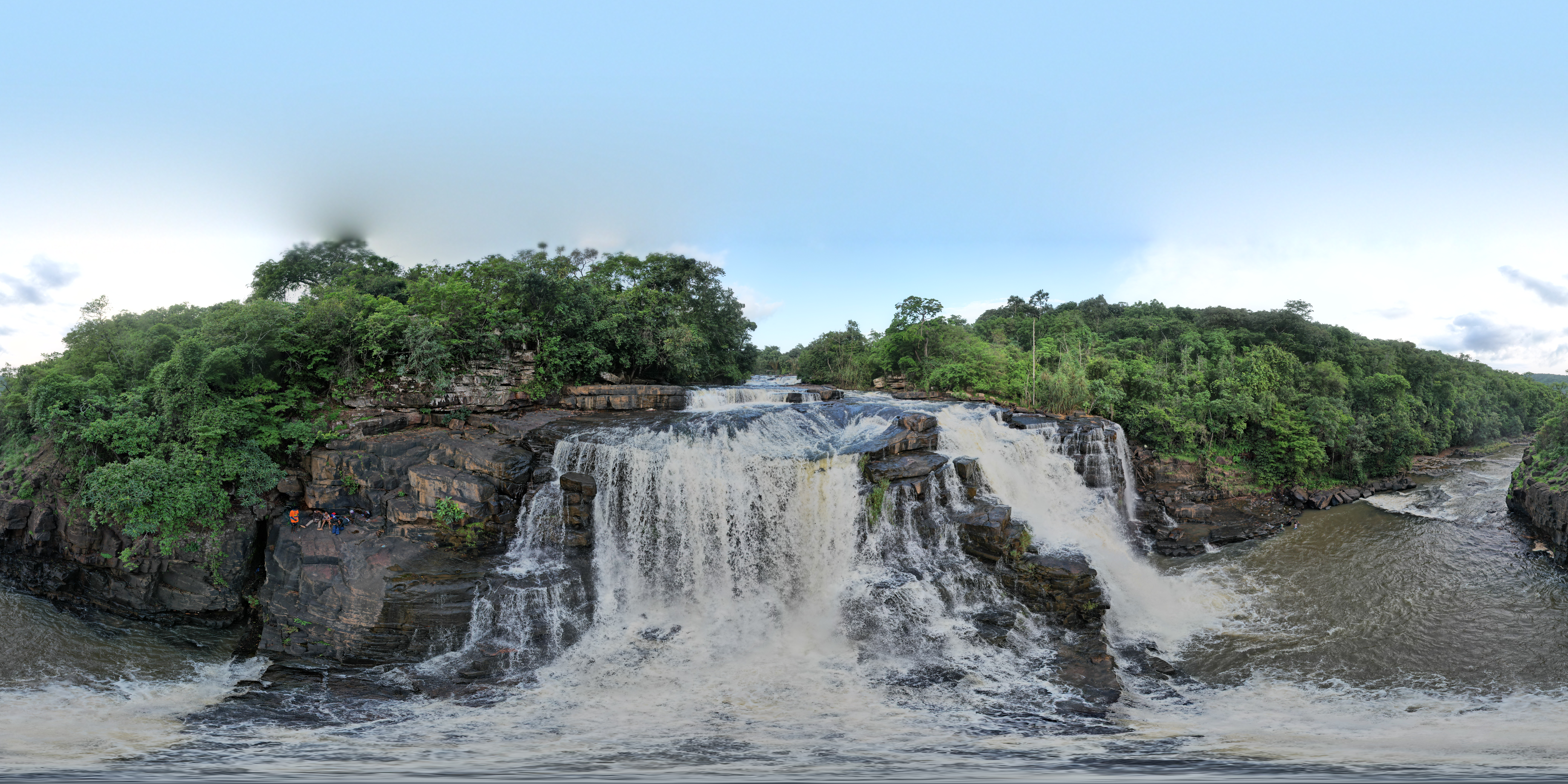
Chute de Saala Labé
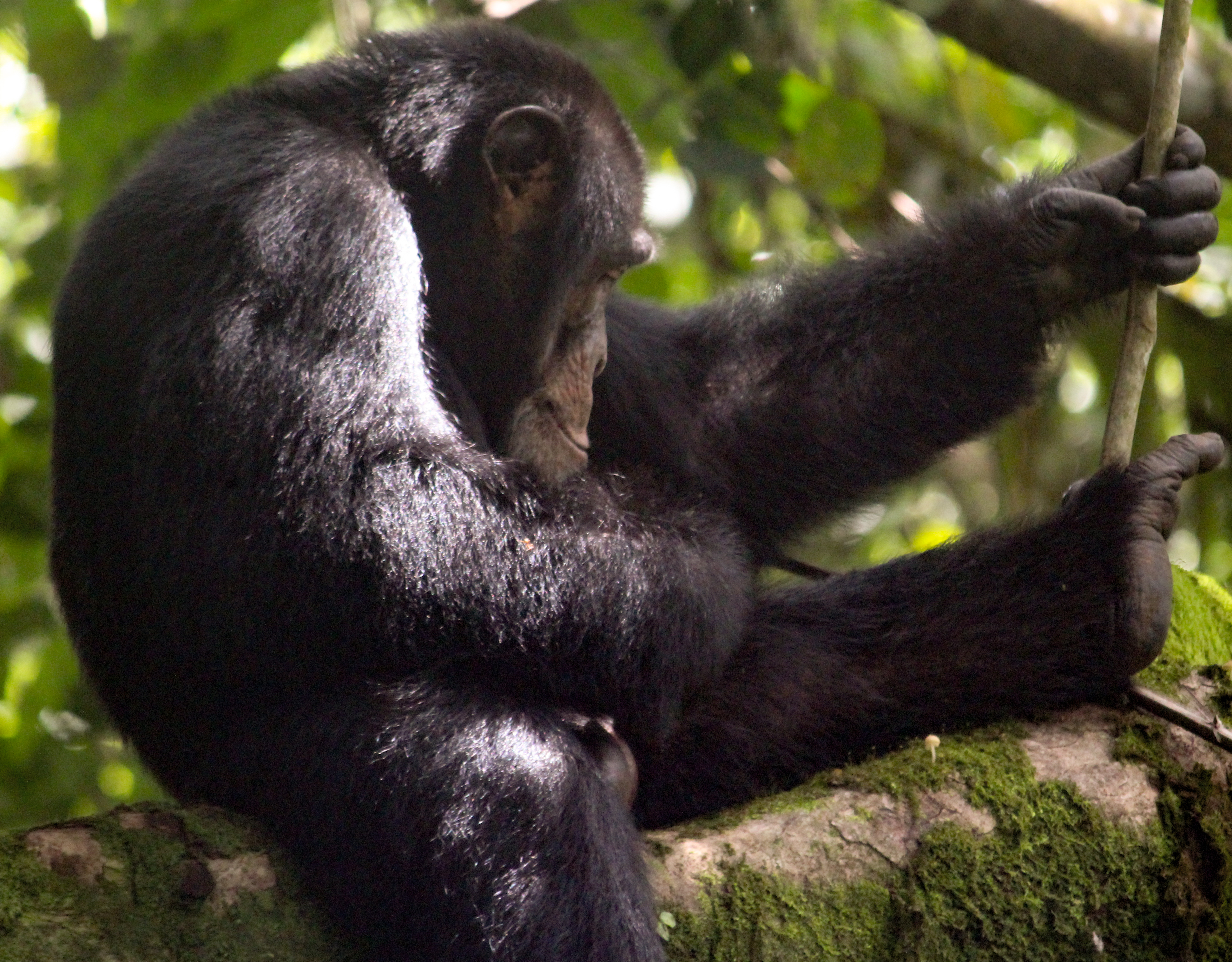
Chimpanzé de Bossou
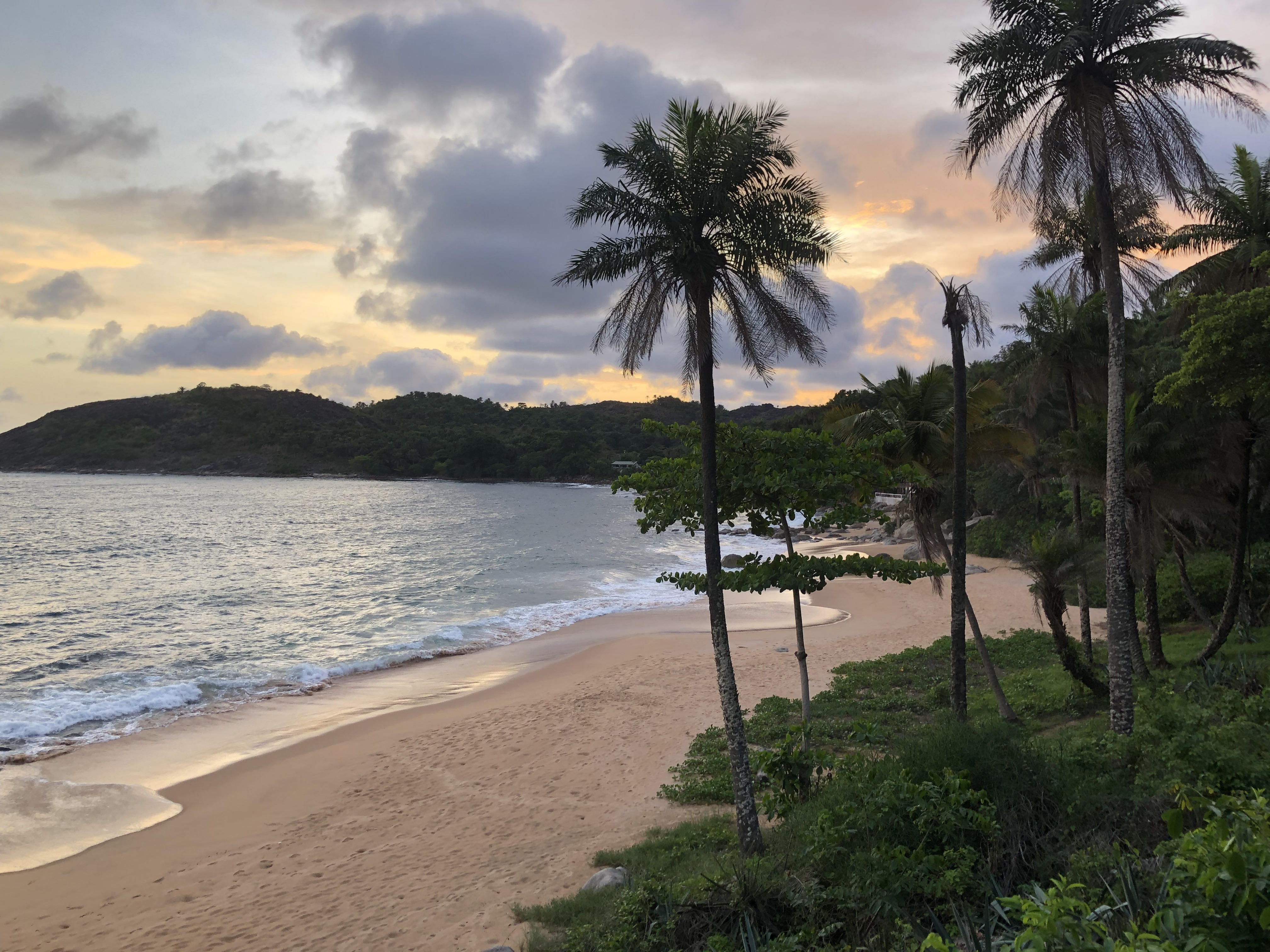
Plage sur les Ile de Loos

Guineea este împărțită în 4 regiuni: Guineea Maritimă, cunoscută și cu denumirea de Guineea Inferioară sau Ținutul Basse-Coté, populată în principal de etnia Susu; Fouta Djallon, mai rece și mai muntos, care trece aproximativ nord-sud prin mijlocul țării, populat de Fulas; Guineea Saheliană la nord-est, populată de Malinké; și regiunile împădurite din sud-est, cu mai multe grupuri etnice. În munții Guineei sunt izvoarele fluviilor Niger, Gambia și Senegal, precum și a râurilor care curg către mare spre vest prin Sierra Leone și Coasta de Fildeș. Cel mai înalt punct din Guineea este Muntele Nimba de 1.752 m. În timp ce părțile guineene și ivoriane ale masivului Nimba sunt o rezervație naturală strictă a UNESCO, o porțiune a așa-numitei Coloane Vertebrală a Guineei continuă în Liberia, unde minele au fost exploatate timp de zeci de ani; pagubele sunt evidente în regiunea Nzérékoré la 7°32′17″N 8°29′50″V / 7.53806°N 8.49722°V.

## Istorie
Articol principal: Istoria Guineei

## Politică
Articol principal: Politica Guineei

## Districte
Articol principal: Districtele Guineei

## Economie
Articol principal: Economia Guineei
În ciuda resurselor naturale de excepție (aur, aluminiu, bauxită, diamante) Guineea este una dintre cele mai sărace țări ale lumii. Majoritatea populației este ocupată în agricultură. Se cultivă orez, mei și alte cereale. Produse de export: banane, arahide de pământ, nuci de cocos, gumă arabică ș.a.m.d. Majoritatea veniturilor provin din agricultură și industria metalurgică.

## Demografie
Articol principal: Demografia Guineei
Populația Republicii Guineea este de 13,5 milioane de locuitori, iar religia majoritară este islamul.

## Cultură
Articol principal: Cultura Guineei

### Patrimoniu mondial UNESCO
Parcul Național din Munții Nimba a fost înscris în anul 1981 pe lista patrimoniului mondial UNESCO.